# Байдеряково (Яльчицький район)
Байдеря́ково (рос. Байдеряково, чув. Патреккел) — село у складі Яльчицького району Чувашії, Росія. Входить до складу Яльчицького сільського поселення.
Населення — 798 осіб (2010; 917 у 2002).
Національний склад:
- чуваші — 100 %